# Здравко Шкендер
Здравко Шкендер (Скрадин, 26. мај 1951) хрватски је певач забавне музике.

## Биографија
Рођен је у Скрадину код Шибеника где је одрастао и, као сви везани уз море, почиње да се бави музиком од најранијег детињства. У младости оснива групу Ad astra, која је била најпознатија на подручју града Шибеника, где свира бас гитару. Након саобраћајне несреће 1980. године, с групом наставља даље, али као клавијатуриста и певач.
Прва самостална, значајнија презентација десила се на фестивалу Сплит '88, где осваја другу награду публике са песмом Не могу да те заборавим. Након почетног успеха, следе учешћа и успеси на најзначајним југословенским фестивалима.
Након личне трагедије, смрт сина Томислава 2020. године, налази снаге за борбу и даљу егзистенцију. Још увек пева из срца и љубави, и мада има скромну пензију, бори се и са хиперпродукцијом јер је на сцени пуно музичара. Најпознатије песме су: Не могу да те заборавим, Ако нас живот растави, Сузе љубави, Жена као ти...

## Фестивали
Сплит:
- Не могу да те заборавим, друга награда публике, '88
- Златно сунце Далмације (Вече Устанак и море), трећа награда публике, '88
- Ако нас живот растави (Вече Устанак и море), прва награда публике и Grand Prix фестивала, '89
- Чекај ме (Вече Устанак и море - Марјане, Марјане), прва награда публике и Grand Prix фестивала, '89
- Поздрави Далмацију, '90
- Љубим ти руку, мајко, '91
- Ако ми је суђено, '93
- Мама, да ме видиш, '95
- Како те душо јубин, 2023

МЕСАМ:
- Жена као ти, '88

Загреб:
- Сузе љубави, друга награда публике, '88

Југословенски избор за Евросонг:
- Оган гори (са групом Интервали), десето место, Нови Сад ’89

Златна палма, Дубровник:
- Мени си суђена, '89
- У срцу мом плачу анђели, '90

Макфест, Штип:
- Ина, '89

Опатија:
- Бог ме казнио, '93

Мелодије Истре и Кварнера:
- Quando Saro in America, '93

Арена, Пула:
- Мала Истријанка, '94

Мелодије Мостара:
- Куд ме водиш, мој животе, '95
- Завршено, '96

Осфест, Осијек:
- Дај да ти запјевам, '96
- Елвира, '97

Задар:
- Ову ноћ, '96

Хрватски радијски фестивал:
- Три ноћи (Вече легенди), 2001
- Мој животе, 2005
- За тобом љубави, 2007
- Полети срце, 2008
- Не судим ти, 2009

Етнофест, Неум:
- Дај да ти запјевам, 2002
- Краљ пропалих љубави, 2014
- Црне очи, 2016
- Не иде то тако, 2017
- Да ми је, 2018

Загорска кријесница, Крапина:
- Радујем се, 2005

Златне жице Славоније, Пожега:
- Срећа мене није вољела (Вече Песме и вина), 2006
- Кунем се свима, 2009
- Књига живота, 2010
- Твоје сузе, 2014

Мелодије хрватског југа, Опузен:
- Нек' запива били галеб (дует са Тихомиром Крстичевићем), 2015
- Далмацијо, прва награда публике, 2020
- Шта ће ми живот без тебе, 2021
- Уловија сан рибу, 2022

Далматинска шансона, Шибеник:
- Све у њеном срцу пише, 2021